# Iramac
Iramac (International Recording and Artist Management Company) was een Nederlands platenlabel dat furore maakte vanaf 1965 tot ongeveer 1969.
Initiatiefnemer is zakenman Sylvio Samama (1925-1992), vader van musicus Leo Samama. Hij heeft enige rijkdom vergaard door een erfenis en door beleggingen. Hij wil kwaliteitsopnames van klassieke muziek uitgeven of dat commercieel verantwoord is of niet. Tevens is het de periode dat de stereo-opnamen van de grond komen. Hij verzamelde een aantal kenners op hem heen. André van de Water, techneut bij Philips, stapte naar hem over. Opnamen worden als schitterend omschreven, Broekmans & Van Poppel verkocht ze. Onder andere Han de Vries, Cristina Deutekom en Danièle Dechenne brachten platen via Iramac uit.
Samama ziet echter dat zijn invloed tanende is en stelde een nieuwe directeur aan. Willem Duys trad toe tot de staf en Harry Knipschild werd op voorspraak van Willem van Kooten aangetrokken als publiciteitsmanager. Vestigingsadres wordt de Brediusweg 63 in Bussum; het kantoor van Duys. Klassieke muziek is echter wel mooi en aardig maar bracht weinig geld in het laatje. Iramac richtte daarom een poplabel op: Relax, maar ze moet nog wel op zoek naar artiesten. Duys komt uit bij het bandje Short '66, maar hun manager wil alleen akkoord gaan als Iramac ook The Outsiders van Wally Tax tekent. Zo komen de buitenbeentjes (The Outsiders) bij een keurig platenlabel terecht. Andere artiesten die (kortstondig) bij Relax tekenden waren Martine Bijl, Thijs van Leer, Edwin Rutten en Dick Poons.
Ook de populaire artiesten konden het label niet redden en in 1969 ging het label ter ziele.